# Suzanne Balogh
Suzanne „Suzy“ Elspeth Balogh OAM (* 8. Mai 1973 in Queanbeyan) ist eine australische Sportschützin. Sie startet in den Disziplinen Trap und Doppeltrap.

## Sportliche Karriere
Suzanne Balogh begann 1998 mit dem Schießsport. Im gleichen Jahr belegte sie im Trap den 16. Platz bei den Weltmeisterschaften in Barcelona. 1999 siegte sie im Trap bei den Ozeanienmeisterschaften und gewann Bronze im Doppeltrap. 2001 belegte sie den sechsten Platz im Trap und den 21. Platz im Doppeltrap bei den Weltmeisterschaften in Kairo. Im gleichen Jahr gewann sie in Seoul ihren einzigen Weltcup-Wettbewerb. Bei den Ozeanienmeisterschaften gewann sie 2001 Silber im Doppeltrap und belegte den sechsten Platz im Trap. 2003 wurde sie Fünfte der Weltmeisterschaften im Trap und gewann in dieser Disziplin ihren zweiten Ozeanientitel.
Bei den Olympischen Spielen 2004 in Athen gewann sie die Goldmedaille im Trap mit vier Punkten Vorsprung auf die Spanierin María Quintanal und fünf Punkten Vorsprung auf die drittplatzierte Südkoreanerin Lee Bo-na. Nach der Qualifikation hatte Balogh einen Punkt Vorsprung auf Quintanal und sechs Punkte Vorsprung auf Lee gehabt. Zwei Tage nach ihrem Olympiasieg im Trap erreichte Balogh im Doppeltrap nur den 13. Platz in der Qualifikation.
2005 siegte sie bei den Ozeanienmeisterschaften im Doppeltrap und gewann Bronze im Trap. Bei den Commonwealth Games 2006 in Melbourne gewann Balogh keine Einzelmedaille, erhielt aber mit Deserie Baynes Gold im Mannschafts-Trap und mit Susan Trindall Bronze im Mannschafts-Doppeltrap. 2007 gewann Balogh im Trap bei den Ozeanienmeisterschaften. Bei den Weltmeisterschaften 2007 in Nikosia gelang ihr mit dem vierten Platz im Trap ihre beste Weltmeisterschaftsplatzierung. 
Nach einer längeren Pause erreichte sie bei den Weltmeisterschaften 2011 den 22. Platz im Trap. Bei den Olympischen Spielen 2012 in London erreichte sie das Finale, kam dort aber nur auf den sechsten und letzten Platz. Suzanne Balogh blieb auch nach ihren großen Erfolgen weiterhin aktiv. So gewann sie bei den Ozeanienmeisterschaften 2017 eine Bronzemedaille im Doppeltrap.
Für ihre Verdienste um den Sport als Goldmedaillengewinnerin bei den Olympischen Spielen 2004 in Athen wurde sie 2005 mit der Medaille des Order of Australia ausgezeichnet.